# 大谷武一
大谷 武一（おおたに ぶいち、1887年〈明治20年〉5月14日 - 1966年〈昭和41年〉1月29日）は、大正から昭和期の日本の学校体育指導者。ラジオ体操の考案者の1人。ソフトボール競技、ハンドボール競技を日本へと紹介。また、それまで「デッドボール」と呼ばれていた競技を「ドッジボール」に改名、主に学校体育において普及に努めた。ウェイトリフティング競技の普及にも寄与した。日本体育指導者連盟元会長。東京教育大学体育学部初代学部総長。兵庫県加西市出身。

## 略歴
- 1904年　姫路師範学校卒業
- 1913年　東京高等師範学校卒業
- 1914年　東京高等師範学校助教授
- 1917年　文部省留学生として渡米（～21年）帰途、欧州諸国（イギリス、フランス、ドイツ、ベルギー、スウェーデン、フィンランドなど）を視察
- 1921年　ソフトボール競技を日本に紹介
- 1922年　ハンドボール競技を日本に紹介（7月 大日本体育学会体育夏期講習会）
- 1928年　文部省ラジオ体操検討委員（体育研究所技師）
- 1930年　日本体操連盟設立（副会長）[2]
- 1932年　ロサンゼルスオリンピック参加（体操競技総監督）[2]
- 1936年　ベルリンオリンピック参加（体操競技総監督）
- 1937年　日本重量挙連盟設立
- 1938年　日本ハンドボール協会設立（副会長）
- 1949年　日本ソフトボール協会設立（顧問）
- 1950年　日本体操学会設立（理事長）
- 1951年　東京学芸大学教授
- 1952年　東京教育大学名誉教授
- 1960年　日本体操学会会長
- 1962年　紫綬褒章、天理大学体育学部長退任[2]
- 1965年　勲三等旭日中綬章
- 1966年　従三位

### 死
晩年の大谷は脳動脈硬化症を患い療養していたが、急性肺炎を併発し、1966年1月29日午後11時に自宅にて逝去した。葬儀・告別式は青山斎場にて2月3日午後1時から営まれ、568人が参列、347通の弔電と40個の生花・花輪が寄せられた。

## 人物
一見すると厳しい人物に見えたが、温厚篤実な人で、姫路の母校に帰ったときには多くの人に囲まれた。そのため実家に帰る時間が無くなってしまったが、夜を徹して山越えを含む10里の道を自転車と徒歩で踏破し、父母に会いに行った。酒と談笑を好み、「楽酒の会」を結成して酒を酌み交わしながら仲間と会話を楽しんだという。

## 著作
著書は数十冊に及ぶ。
- 『正常歩』（目黒書店、1941年）
- 『大谷武一体育選集』（杏林書院体育の科学社、1960年-1967年）

## 親族
息子の大谷旦は舞踊家で、大谷武一の葬儀で喪主を務めた。孫の大谷勝は「Dr.アミノ」の異名を持ち、アミノバイタルを開発した人物で、大谷武一の故郷・加西市で講演を行ったこともある。